# Animism (pictură)

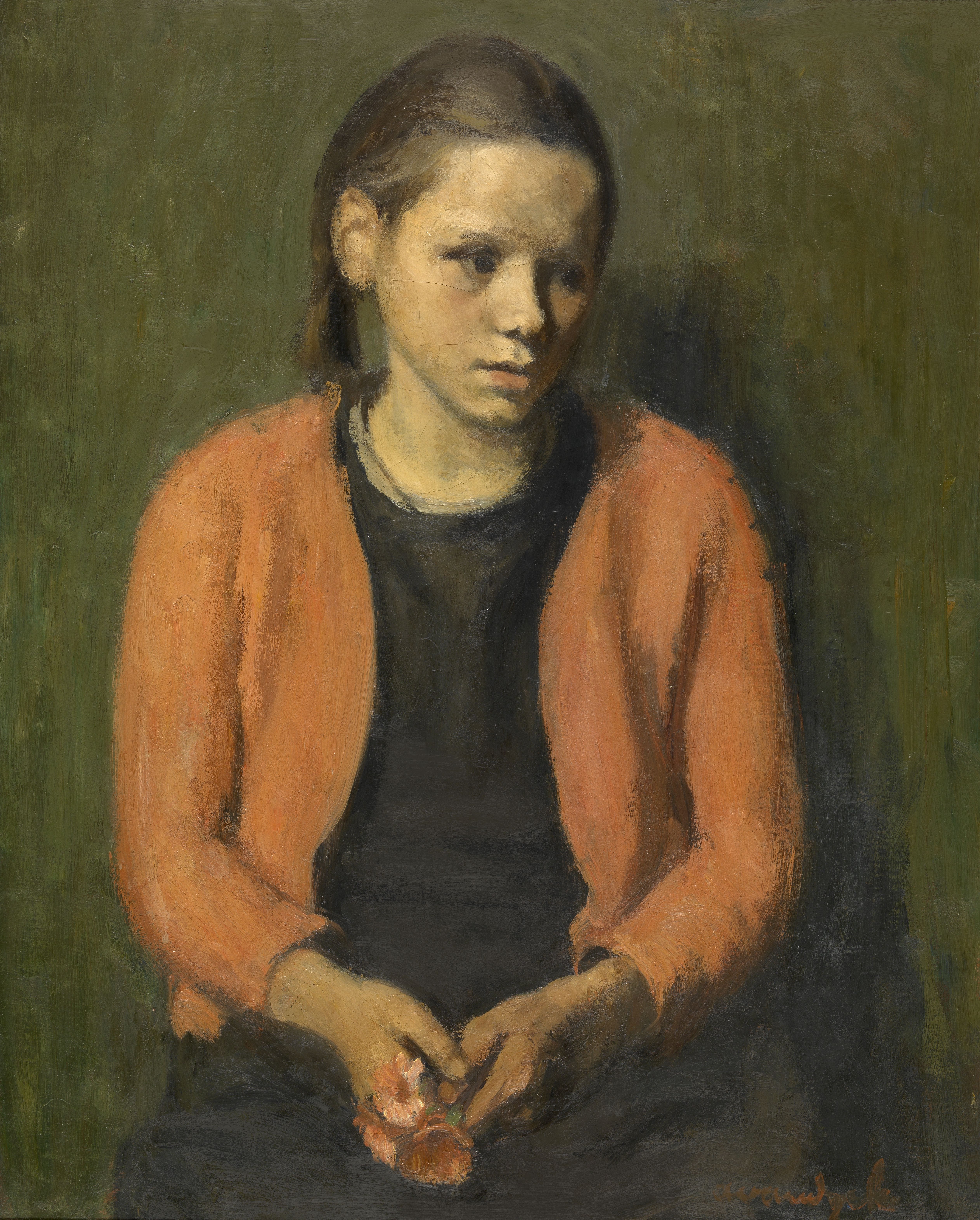
Orice între 1925 și 1941 — Albert Van Dyck → (1902 - 1951) — Fată din Kempen (lucrarea se află la Muzeul Regal de Arte Frumoase din Antwerp)

Prin termenul de Animism, (termen din pictură) se înțelege o mișcare artistică a picturii belgiene dintre cele două războaie mondiale, din secolul 20, un curent artistic axat pe pictura belgiană interbelică, cu amplitudine temporală de circa 20 de ani (1919 - 1939) sau, probabil mai mult, până la terminarea celui de-al Doilea Război Mondial.
Concentrându-se pe evocarea vieții cotidiene, mișcarea artistică a animismului demonstrează totuși un realism modelat de evocarea unică a obiectelor și ființelor, căutând să le confere o „densitate spirituală,” o intensitate particulară, un suflet.

## Descriere
Animiștii din pictura flamandă nu au format o școală adevărată. Numele conferit lor, mai mult sau mai puțin arbitrar, a fost folosit de Paul Haesaerts, cu care a descris atitudinea și estetica unui număr de artiști independenți care au lucrat între cele două războaie mondiale.
Printre aceștia s-au numărat Henri-Victor Wolvens, Albert Van Dyck, Jozef Vinck. Acești pictori au reacționat la ceea ce au simțit a fi o dezvoltare excesivă a expresionismului, punând „sensibilitatea umană” pe primul loc în concepție și formă. Acești artiști s-au concentrat mai mult pe introspectivul generat de arta lor, decât pe expresivul generat de expresionism. Sensibilitatea poetică a jucat un rol în acest sens.
În 1933, pictorul War van Overstraeten s-a înscris la Salonul de Artă Contemporană, predecesor al salonului de artă De Introverten. Pe lângă artiștii menționați mai sus, Haesaerts a mai menționat: Albert Dasnoy, Jean Timmermans, Marcel Stobbaerts, Armand Vanderlick și tinerii „debutanți”: Anne Bonnet, Louis Van Lint, Gaston Bertrand, Gustave Camus, Jan Cobbaert și Marc Mendelson.
Se poate observa că aceștia din urmă au îmbrățișat - după 1945 - direcția artei abstracte și astfel au devenit cu adevărat cunoscuți.

## Artiști vizuali semnificativi
- Anne Bonnet (născută Thonet) (1908 - 1960)
- Albert Dasnoy (1901 - 1992)
- Mayou Iserentant (1903 - 1978)
- Charles Leplae (1903 - 1961)
- Jacques Maes (1905 - 1968)
- Marcel Stobbaerts (1899 - 1979)
- Albert Van Dyck (1902 - 1951)
- Louis Van Lint (1909 - 1987)
- War Van Overstraeten (1891 - 1981 )
- Jozef Vinck (1900 - 1979)
- Henri-Victor Wolvens (1896 - 1977)

## Galerie (lucrări ale animiștilor belgieni)

Lucrări reprezentative
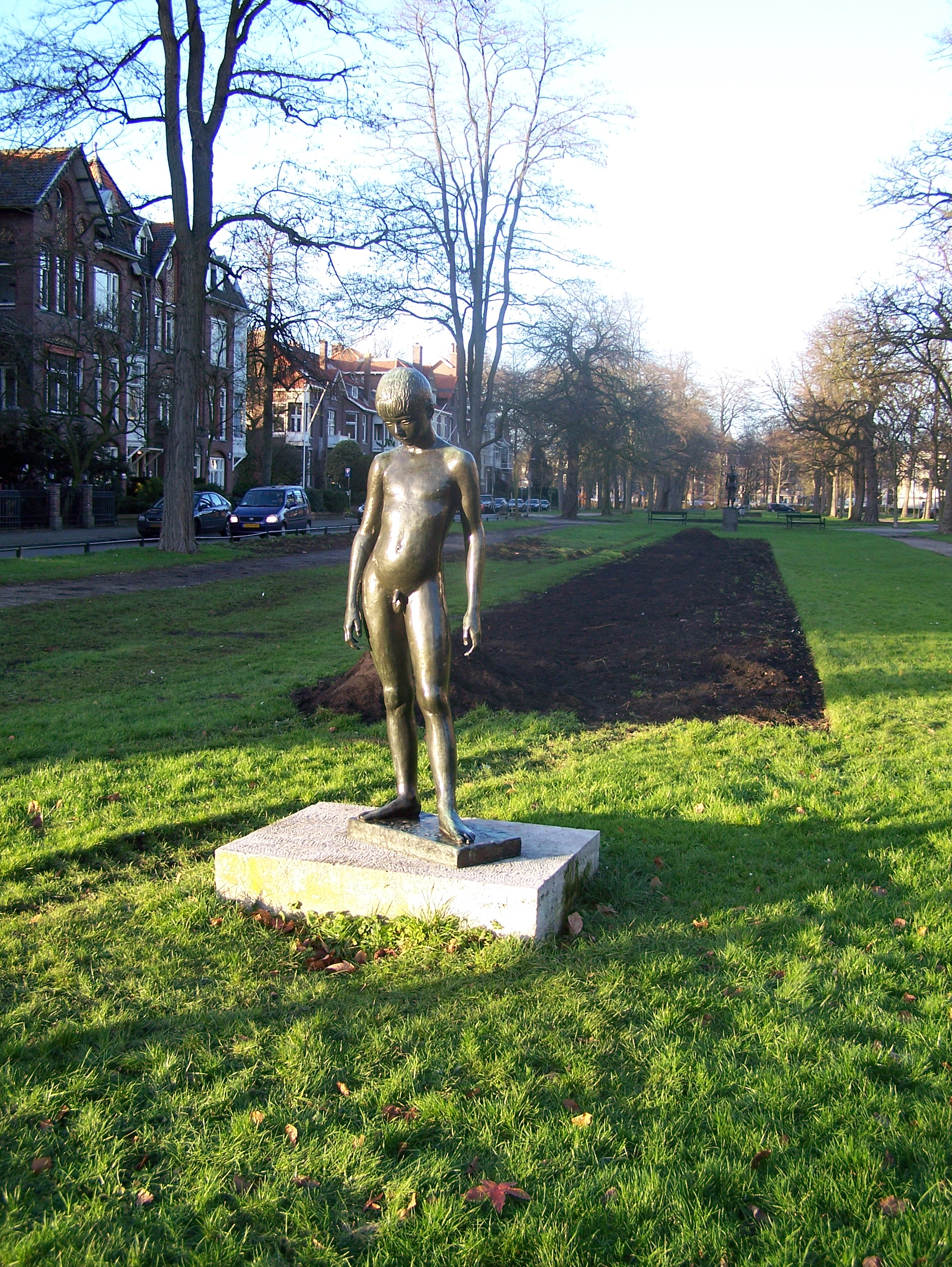
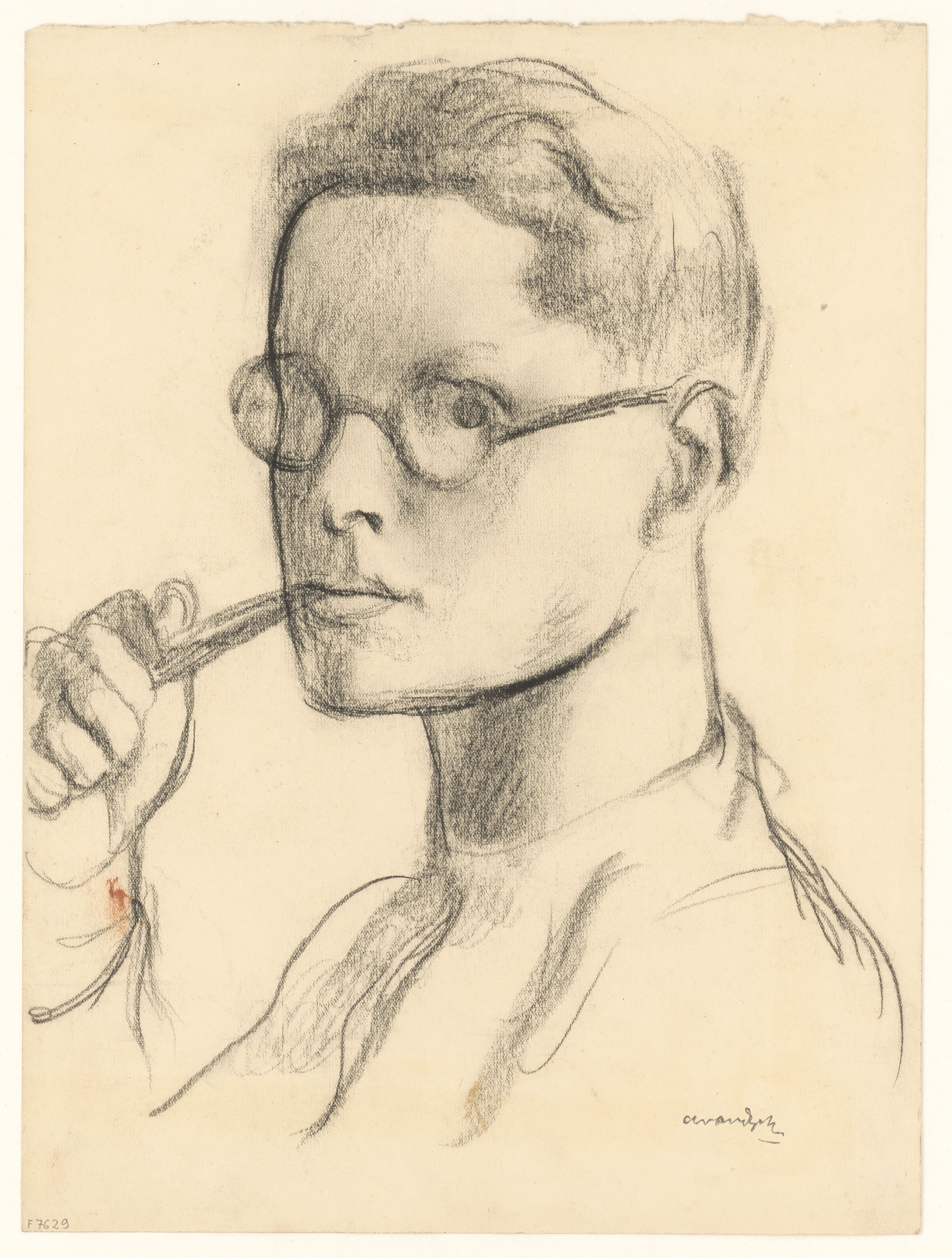
1929 – Autoportret, desen de Albert Van Dyck, lucrare aflată la Camera de tipărituri a Bibliotecii Regale a Belgiei → (KBR), F 7629
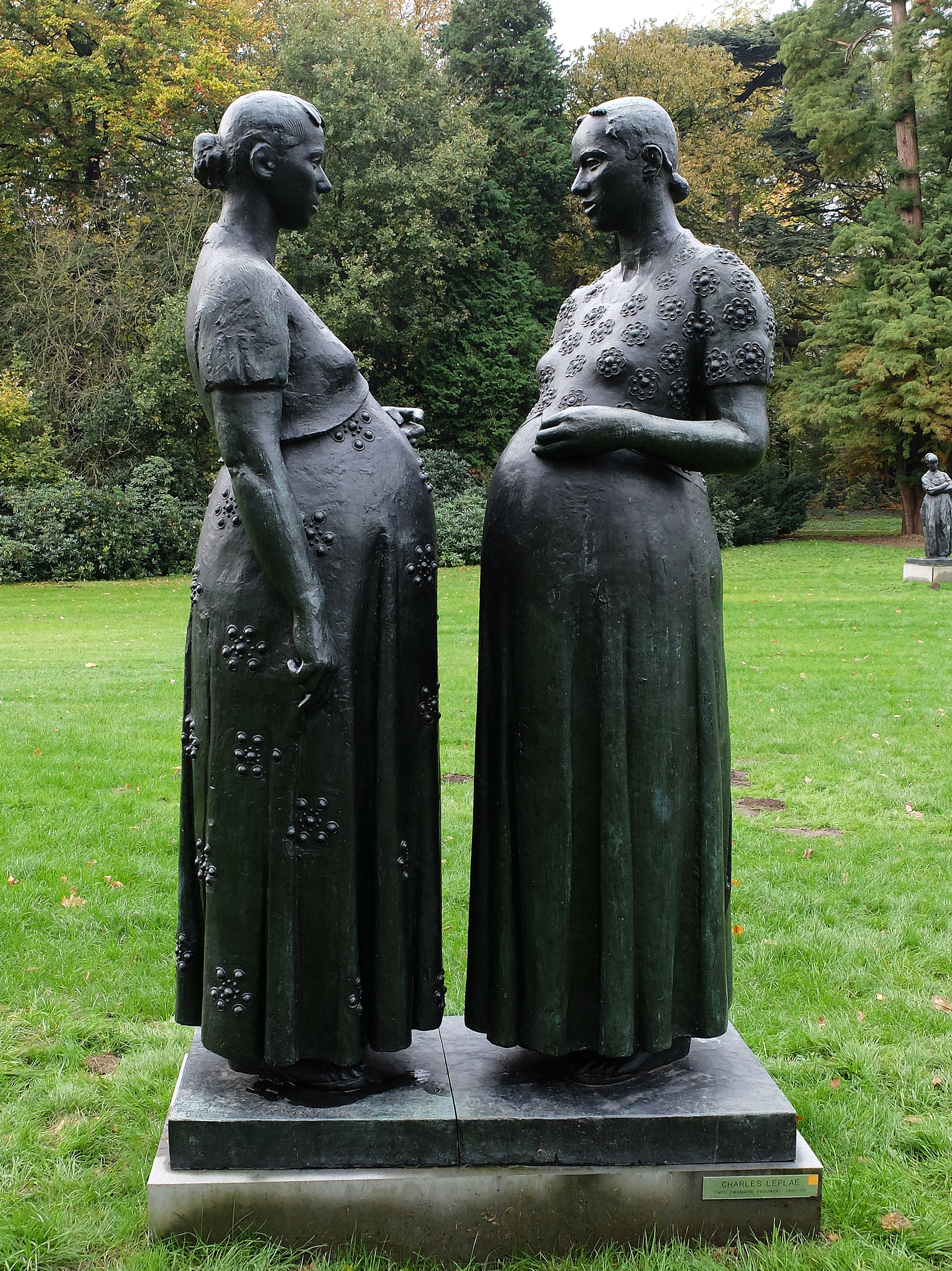
1953 – Charles Leplae, Două femei gravide (în neerlandeză Twee zwangere vrouwen)
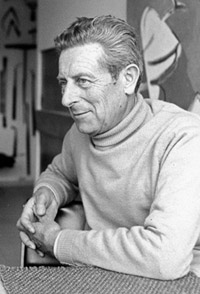
Fotografie reprezentând pe Louis Van Lint